# مارتینا بارتا
مارتینا بارتا (به انگلیسی: Martina Bárta) (زاده ۱ سپتامبر ۱۹۸۸) خواننده اهل جمهوری چک است.
او در مسابقه آواز یوروویژن ۲۰۱۷ نماینده جمهوری چک بود .